# Kirkwood-Buff-Theorie
Die Kirkwood-Buff-Theorie (KB-Theorie) ist eine Theorie der Lösung von Molekülen. Sie verbindet makroskopische Stoffeigenschaften mit molekularen.

## Prinzip
Die Kirkwood-Buff-Theorie verwendet Methoden der statistischen Mechanik zur Berechnung thermodynamischer Mengen aus Paarverteilungsfunktionen zwischen allen Molekülen in einer Mehrkomponentenlösung. Die KB-Theorie kann zur Validierung molekularer Modellierungen und zur Aufklärung des Mechanismus verschiedener physikalischer Vorgänge verwendet werden. Weiterhin wird die KB-Theorie bei verschiedenen biologischen Fragestellungen angewendet.
Zur KB-Theorie wurde eine Umkehrung entwickelt, die reverse KB-Theorie, bei der molekulare Eigenschaften aus thermodynamischen Messungen bestimmt werden können.

## Paarverteilungsfunktion
Die Paarverteilungsfunktion beschreibt eine örtlich begrenzte Ordnung in einer Mischung. Die Paarverteilungsfunktion der Bestandteile {\displaystyle i} und {\displaystyle j} in {\displaystyle {\boldsymbol {r}}_{i}} bzw. {\displaystyle {\boldsymbol {r}}_{j}} ist folgendermaßen definiert:
{\displaystyle g_{ij}({\boldsymbol {R}})={\frac {\rho _{ij}({\boldsymbol {R}})}{\rho _{ij}^{\text{bulk}}}}}
mit der lokalen Dichte {\displaystyle \rho _{ij}({\boldsymbol {R}})} der Komponenten {\displaystyle j} im Vergleich zur Komponente {\displaystyle i}, der Dichte {\displaystyle \rho _{ij}^{\text{bulk}}} der Komponente {\displaystyle j} und dem Radiusvektor zwischen Molekülen {\displaystyle {\boldsymbol {R}}=|{\boldsymbol {r}}_{i}-{\boldsymbol {r}}_{j}|}. Daraus folgt:
{\displaystyle g_{ij}({\boldsymbol {R}})=g_{ji}({\boldsymbol {R}})}
Unter der Annahme einer kugelförmigen Symmetrie vereinfacht sich die Funktion zu:
{\displaystyle g_{ij}(r)={\frac {\rho _{ij}(r)}{\rho _{ij}^{\text{bulk}}}}}
mit dem Abstand {\displaystyle r=|{\boldsymbol {R}}|} zwischen zwei Molekülen.
Die Freie Energie wird gelegentlich zur weiteren Beschreibung der Wechselbeziehungen der Moleküle bestimmt. Das Potential mittlerer Kraft zwischen zwei Komponenten steht mit der Paarverteilungsfunktion in folgender Beziehung:
{\displaystyle PMF_{ij}(r)=-kT\ln(g_{ij})}
mit PMF (potential of mean force) als Maß der effektiven Wechselbeziehung zwischen zwei Komponenten in einer Lösung.

## Kirkwood-Buff-Integrale
Die Kirkwood-Buff-Integrale (KBI) zwischen den Komponenten {\displaystyle i} und {\displaystyle j} ist als das Raumintegral über die Paarverteilungsfunktion definiert:
{\displaystyle G_{ij}=\int \limits _{V}[g_{ij}({\boldsymbol {R}})-1]\,d{\boldsymbol {R}}}
Im Falle kugelförmiger Symmetrie vereinfacht sich die Gleichung zu:
{\displaystyle G_{ij}=4\pi \int _{r=0}^{\infty }[g_{ij}(r)-1]r^{2}\,dr}

## Thermodynamische Relationen

### Zweikomponentensystem
Verschiedene Beziehungen ({\displaystyle G_{11}}, {\displaystyle G_{22}} und {\displaystyle G_{12}}) können für ein System mit zwei Komponenten hergeleitet werden.
Das partielle molare Volumen der Komponente 1 ist:
{\displaystyle {\bar {\nu }}_{1}={\frac {1+c_{2}(G_{22}-G_{12})}{c_{1}+c_{2}+c_{1}c_{2}(G_{11}+G_{22}-2G_{12})}}}
mit der molaren Konzentration {\displaystyle c} und {\displaystyle c_{1}{\bar {\nu }}_{1}+c_{2}{\bar {\nu }}_{2}=1}
Die Kompressibilität {\displaystyle \kappa }:
{\displaystyle \kappa kT={\frac {1+c_{1}G_{11}+c_{2}G_{22}+c_{1}c_{2}(G_{11}G_{22}-G_{12})^{2}}{c_{1}+c_{2}+c_{1}c_{2}(G_{11}+G_{22}-2G_{12})}}}
mit {\displaystyle k} als die Boltzmann-Konstante und der Temperatur {\displaystyle T}.
Der osmotische Druck {\displaystyle \Pi } in Bezug zur Konzentration der Komponente 2:
{\displaystyle \left({\frac {\partial \Pi }{\partial c_{2}}}\right)_{T,\mu _{1}}={\frac {kT}{1+c_{2}G_{22}}}}
mit {\displaystyle \mu _{1}} als chemisches Potential der Komponente 1.
Die chemischen Potentiale in Bezug auf Konzentrationen, bei konstanter Temperatur ({\displaystyle T}) und konstantem Druck ({\displaystyle P}) sind:
{\displaystyle {\frac {1}{kT}}\left({\frac {\partial \mu _{1}}{\partial c_{1}}}\right)_{T,P}={\frac {1}{c_{1}}}+{\frac {G_{12}-G_{11}}{1+c_{1}(G_{11}-G_{12})}}}
{\displaystyle {\frac {1}{kT}}\left({\frac {\partial \mu _{2}}{\partial c_{2}}}\right)_{T,P}={\frac {1}{c_{2}}}+{\frac {G_{12}-G_{22}}{1+c_{2}(G_{22}-G_{12})}}}
oder alternativ, in Bezug zum Stoffmengenanteil:
{\displaystyle {\frac {1}{kT}}\left({\frac {\partial \mu _{2}}{\partial \chi _{2}}}\right)_{T,P}={\frac {1}{\chi _{2}}}+{\frac {c_{1}(2G_{12}-G_{11}-G_{22})}{1+c_{1}\chi _{2}(G_{11}+G_{22}-2G_{12})}}}

### Koeffizient bevorzugter Wechselwirkungen
Die relative Neigung der Lösung bzw. Interaktion eines Stoffes in einem Lösungsmittel wird durch den Bindungskoeffizienten (engl. preferential interaction coefficient) {\displaystyle \Gamma } beschrieben. In einer wässrigen Lösung aus einem Lösungsmittel und zwei gelösten Komponenten (Solut und Cosolut) steht der effektive preferential interaction coefficient des Wassers mit dem preferential hydration coefficient {\displaystyle \Gamma _{W}} in Beziehung, der im Falle der Löslichkeit einen positiven Wert annimmt. Nach der Kirkwood-Buff-Theorie ist der preferential hydration coefficient bei niedrigen Konzentrationen des Cosoluts:
{\displaystyle \Gamma _{W}=M_{W}\left(G_{WS}-G_{CS}\right)}
mit der Molarität des Wassers {\displaystyle M_{W}} und {\displaystyle W,S} und {\displaystyle C} als Wasser, Solut und Cosolut.
Im allgemeinsten Fall ist die bevorzugte Hydratation eine Funktion des KBI des Soluts mit sowohl dem Lösungsmittel als auch dem Cosolut. Unter einigen Annahmen und in verschiedenen Anwendungsbeispielen vereinfacht sich die Gleichung zu:
{\displaystyle \Gamma _{W}=-M_{W}G_{CS}}
Dann ist die einzig relevante Funktion {\displaystyle G_{CS}}.

## Geschichte
Die Theorie wurde 1951 von John G. Kirkwood und Frank P. Buff entwickelt. Die reverse KB-Theorie wurde 1977 von Arieh Ben-Naim beschrieben.